# جائزة لوكا دوليغا
جائزة لوكا دوليغا (بالفرنسية: Prix Lucas Dolega) هي جائزة فوتوغرافية فرنسية، أنشأت في 2011 من قبل جمعية لوكا دوليغا وقدمت لأول مرة في 2012. تقدم الجائزة كل سنة إلى صحافي مصور لريبورتاج فوتوغرافي من صور، يغطي «حالة نزاع (حرب أهلية أو عسكرية، مظاهرات، ثورة، هجوم) أو كارثة طبيعية أو صحية ونتائجها على الشعوب المدنية».

## التاريخ
جائزة لوكا دوليغا أسست في 2011 لإحياء ذكرى الفوتوغرافي الشاب الفرنسي الألماني لوكا دوليغا، الذي جرح في 14 يناير 2011 وتوفي في 17 يناير 2011 متأثرا بجراحه، في عمر 32 سنة، عندما كان يغطي الثورة التونسية، وذلك في شوارع تونس العاصمة.

تم تنظيم الجائزة بالتعاون مع بلدية باريس، ومجلة بولكا وبمساندة من مراسلون بلا حدود، وهدفها تشجيع ومساندة المصورين الفوتوغرافيين العاملين في أوضاع صعبة، لها خطر مباشر علي حياتهم، في أماكن حرب أو مرض، لضمان إيصال صورة حرة وحقيقية عن الواقع. قواعد الجائزة تحدد: «جوهرها مكافأة المصور الذي من خلال التزامه الشخصي، وعمله على أرض الواقع، ومواقفه ونوعية عمله، بأن يظهر التزاما بحرية الإعلام».

جائزة لوكا دوليغا تتعامل مع اشركة تصنيع آلات التصوير نيكون، أين يقدم للفائز معدات عمل بقيمة 000 10 يورو. الريبورتاج المصور من جهته يحظى بمعرض خاص به يقام في باريس، إلى جانب الظهور في ألبوم مراسلون بلا حدود ومجلة بولكا، هذه الأخيرة التي تمنح للفائز تصوير ريبورتاج ثاني.

في 18 يناير 2012، عمدة باريس أنذاك برترون ديلانوي قدم أول نسخة من الجائزة.

## الفائزين
- 2012: إيميليو موريناتي (إسبانيا، أسوشيتد برس)، لريبورتاجه: «النازحون في تونس» (Displaced in Tunisia).[1]
- 2013: أليسيو رومنزي (إيطاليا)، لعمله الإستثنائي في سوريا: «ناجين في سوريا» (Surviving in Syria).[2]
- 2014: مجيد الساعدي (إيران)، لعمله في أفغانستان: «الحياة في الحرب» (Life in War).[3]
- 2015: سيباستيان فان مالغام (بلجيكا)، لعمله الطويل: «سجون» (Prisons).[4]

## مقالات ذات صلة
- لوكا دوليغا.
- الثورة التونسية.

## روابط خارجية
- الموقع الرسمي.